# Arctides regalis
Arctides regalis är en kräftdjursart som beskrevs av Lipke Bijdeley Holthuis 1963. Arctides regalis ingår i släktet Arctides och familjen Scyllaridae. IUCN kategoriserar arten globalt som livskraftig. Inga underarter finns listade i Catalogue of Life.